# Église d'Alajärvi
L’église d'Alajärvi (en finnois : Alajärven kirkko) est une église en bois située à  Alajärvi dans la région d’Ostrobotnie du Sud en Finlande.

## Description
Conçue en 1824 par Carl Ludvig Engel dans un style néoclassique et construite sous la direction de  Heikki et Jaakko Kuorikoski, l’église est terminée en 1836 et inaugurée en 1841. 
L’église est située en centre ville au 6, Rue Kirkkotie, sur la rive occidentale du lac Alajärvi. 
Le retable peint par Verner Thomé représente Jésus priant au Mont des Oliviers. 
L’orgue de la Fabrique d'orgues de Kangasala possède 33 jeux.
À la place de l’édifice actuel, Antti Hakola avait construit en 1749, une première église dont il ne reste que l’ancien clocher qui est dans le clocher actuel.
L’église actuelle a été réparée en deux phases. 
Durant la première phase de 1896, on y construit une estrade pour répondre au besoin d’augmentation d’espace et accueillir 1 200 personnes. 
La seconde phase en 1996, on a repeint, réparé les bancs et les orgues ainsi que la toiture.
La direction des musées de Finlande a classé l'église et son paysage culturel dans les sites culturels construits d'intérêt national.